# Anne Neville
 (mars 2023).
Pour les articles homonymes, voir Anne Neville (homonymie).
Anne Neville (11 juin 1456 - 16 mars 1485) est une noble anglaise, fille de Richard Neville, comte de Warwick (dit « le faiseur de rois »). Elle devient princesse de Galles en épousant Édouard de Westminster, puis reine d'Angleterre en tant qu'épouse et consort du roi Richard III.
En tant que membre de la puissante famille Neville, elle prend part malgré elle, lors de la guerre des Deux-Roses, à la bataille entre la maison d'York et la maison de Lancastre pour la conquête du trône d'Angleterre. Son père Warwick la fiance enfant à Richard, le plus jeune frère du roi Édouard IV, puis, par la suite, arrange son mariage avec Édouard, le fils du roi Henri VI. Sa sœur Isabelle Neville a épousé de son côté George, duc de Clarence, frère d'Édouard IV.
Après la mort d'Édouard de Westminster et de Warwick, elle se marie à Richard. Elle devient ainsi reine quand Richard récupère la couronne, en juin 1483, mais décède en mars 1485, cinq mois avant que Richard ne soit tué à la bataille de Bosworth. Son unique fils avec Richard est Édouard de Middleham (1473-1484), mort avant elle.

## Enfance
Anne Neville naît au château de Warwick, la benjamine de Richard Neville et d'Anne de Beauchamp. Son père est un des nobles les plus puissants d'Angleterre, et plus fervent partisan de la Maison d'York. La sœur de son grand-père, Cécile Neville, est la femme de Richard Plantagenêt, duc d'York, qui a été le premier prétendant au trône pour York, et a engagé la guerre, issue de la querelle Percy-Neville.
La majeure partie de l'enfance d'Anne se passe au château de Middleham, un des domaines de son père, où elle et sa sœur aînée Isabelle rencontrent les deux plus jeunes fils du duc, Richard (futur roi) et Georges Plantagenêt (futur duc de Clarence). Le duc d'York est tué en 1460, mais avec l'aide de Warwick, son fils aîné devient le roi Édouard IV en 1461. En 1469, Isabelle épouse George, et en 1470, à 14 ans, Anne est fiancée à Richard.

## Princesse de Galles
À la suite du mariage secret entre Édouard IV et Élisabeth Woodville, membre d'une famille lancastrienne, et à l'accession de cette famille aux plus hauts offices de la royauté, Warwick rompt avec le roi en 1469. Il s'allie dans un premier temps avec son récent gendre George, afin de le mettre sur le trône. Mais la manœuvre échoue et Warwick fait sa soumission. En 1470, il se révolte à nouveau, entraînant avec lui le duc de Clarence. Ils s'allient avec les vaincus de la Maison de Lancastre. Le roi Henri VI, étant mentalement instable, le chef réel des Lancastre s'avère son épouse et consort, Marguerite d'Anjou, qui doute des motivations de Warwick. Pour réprimer ces suspicions, Anne est officiellement fiancée au fils d'Henri et Marguerite, Édouard de Westminster au château d'Amboise, en France. Ils sont mariés à la cathédrale d'Angers, probablement le 13 décembre 1470. Le duc de Clarence fait lui défection et retourne auprès de son frère.
Warwick remet le roi Henri sur le trône en octobre 1470. Anne est alors nommée princesse de Galles. Mais Warwick est vaincu et tué par le roi Édouard, à la bataille de Barnet en avril 1471. Marguerite a juste le temps de revenir en Angleterre avec Anne et le prince Édouard, amenant des troupes en renfort. Lors de la bataille de Tewkesbury le 4 mai 1471, le roi Édouard écrase la dernière armée lancastrienne. Le prince Édouard est tué sur le champ de bataille, et Anne est faite prisonnière.
Elle est d'abord emmenée à Coventry puis dans la maison du duc de Clarence, à Londres. Elle est au centre des disputes entre George de Clarence et Richard (désormais duc de Gloucester), qui veut toujours l'épouser. Anne et sa sœur Isabelle (la femme de George) sont les héritières des domaines de Neville, appartenant à leur père. Clarence, inquiet et voulant sécuriser l'héritage Neville, décide de la mettre sous tutelle et s'oppose à son mariage, qui risquerait de renforcer sa position si elle avait pour ambition future de réclamer sa part. Le roi Édouard ayant refusé son sauf-conduit pour plaider sa cause, elle écrit à la reine Élisabeth, à la duchesse de Suffolk (sœur de Richard) ainsi qu'à plusieurs autres personnalités, en vain.
Plusieurs récits existent au sujet de ce qui se serait passé après, y compris qu'elle aurait échappé à la garde de Clarence et cherché refuge dans une cantine de Londres, déguisée en servante. Il a été dit que Richard aurait retrouvé sa trace et l'aurait escortée dans l’église Saint-Martin-le-Grand, faisant office de sanctuaire.

## Duchesse de Gloucester
Le mariage d'Anne Neville et de Richard a lieu le 12 juillet 1472, à l'abbaye de Westminster, puis ils s'installent dans une maison des environs du château de Middleham, qui leur est familier, Richard ayant été nommé Gouverneur du Nord à la demande du roi. Grâce à ce mariage, elle est faite duchesse de Gloucester. Ils n'ont qu'un enfant, Édouard de Middleham, né à Middleham vers 1473.

## Reine consort d'Angleterre

Variante des armoiries d'Anne Neville en tant que Reine consort

Le 9 avril 1483, Édouard IV meurt. Richard est nommé Régent de son neveu de 12 ans, Édouard V. Toutefois, le 25 juin 1483, Édouard et son frère sont déclarés illégitimes par le Parlement, à l'instigation de Richard, qui accède au trône en tant que Richard III. Il écarte dans le même temps les membres de la famille Woodville. Anne est couronnée le 6 juillet 1483 par Thomas Bourchier, archevêque de Canterbury, et l'on nomme son fils Prince de Galles. Elle est accompagnée alors par moins de la moitié des chevaliers de sa prédécesseur, ce qui reflète la réticence de beaucoup dans le fait d'embrasser ce nouveau régime.
Elle se trouve en bons termes avec sa belle-mère, Cécile Neville, avec qui elle discute de travaux religieux, comme les écritures de Mechtilde.
Édouard de Middleham meurt subitement, le 9 avril 1484, à Sheriff Hutton, pendant que ses parents n'étaient pas là. Il a dix ans.
Après la mort de son fils et héritier, la question de la succession de Richard se pose, surtout qu'un héritier clairement identifié lui permettrait d'avoir une position plus forte vis-à-vis de la revendication d'Henri Tudor. Des rumeurs courent selon lesquelles Richard prévoit de divorcer d'Anne, et de se marier avec sa nièce, Élisabeth d'York.
Après la mort de son fils, Anne adopte officiellement Édouard Plantagenêt, comte de Warwick, âgé de neuf ans, fils de Georges de Clarence et de sa sœur Isabelle, morts tous deux. Ce garçon est donc le neveu de Richard et d'Anne. Richard en fait son héritier, probablement par déférence vis-à-vis de la volonté d'Anne. Édouard de Warwick est décrit comme étant « simple d'esprit », et après la mort d'Anne, Richard se dépêche de nommer un autre neveu, John de la Pole, son réel héritier.

## Mort
Anne meurt le 16 mars 1485, probablement de tuberculose, à Westminster. Le jour de sa mort, il se produit une éclipse, qui est prise comme présage de la chute de Richard dans les bonnes grâces divines. Elle est enterrée dans l'abbaye de Westminster, dans une tombe sans inscription à droite de l'autel, à côté de la chapelle du confesseur. Il est dit que Richard a pleuré à ses funérailles. Des rumeurs affirment toutefois qu'il l'a empoisonnée pour se marier avec sa nièce, Élisabeth d'York. Richard nie ce projet d'union, bien que selon la Chronique de Croyland, il ait été pressé de le faire par les ennemis des Woodville, qui craignent de devoir bientôt rendre les terres qu'ils leur ont confisquées.
Il n'y a aucun mémorial pour elle jusqu'en 1960, quand une tablette en bronze est érigée sur un mur près de sa tombe, par les ricardiens.

## Postérité dans les arts
Anne apparaît dans trois scènes de la pièce de William Shakespeare, Richard III. Dans l'acte I, scène 2, Richard la persuade de l'épouser. Dans l'acte IV, scène 1, juste avant le couronnement de Richard, Anne rencontre la veuve d'Édouard IV et se lamente sur sa position. Dans l'acte V, scène 3, Anne est un des fantômes qui apparaissent à Richard.

### Apparitions dans une fiction
Anne est un personnage majeur dans plusieurs romans historiques. Elle est le personnage éponyme de :
- Philippa Gregory, La Fille du Faiseur de Roi (The Kingmaker's Daughter) ;
- Jean Plaidy, La Reine réticente (en) (1990);
- Anne O'Brien, The Virgin widow (2010).

Elle est le personnage principal de :
- Sharon Kay Penman (en), The Sunne in Splendour (en) (1982) ;
- Rhoda Edwards, La Roue de la fortune et L'Épée brisée (appelée aussi Quelques traces de pitié).

### Apparitions à l'écran
Le rôle d'Anne a été joué dans des films s'inspirant de la pièce de Shakespeare, notamment par :
- Claire Bloom dans Richard III ;
- Kristin Scott Thomas dans Richard III ;
- Winona Ryder dans Looking for Richard.

Anne est aussi un des personnages des films La Tour de Londres (1939, jouée par Rose Hobart) et La Tour de Londres (1962, jouée par Joan Camden), et de la mini-série The White Queen (2013, jouée par Faye Marsay), adaptée du roman éponyme de Philippa Gregory.

### Famille

Arbre généalogique simplifié d'Anne Neville.